# Замуж на 2 дня
«Замуж на 2 дня» (фр. Un plan parfait, англ. A perfect plan — Идеальный план) — французская приключенческая романтическая комедия режиссёра Паскаля Шомея с Дианой Крюгер и Дани Буном в главных ролях. Премьера фильма в России состоялась 6 декабря 2012 года.

## Сюжет
Семья Изабель (Диана Крюгер) считает, что на них лежит проклятие, с которым ее родственницы боролись годами: все их первые браки заканчиваются неудачно.
Изабель и Пьер (Робер Планьоль) любят друг друга. Изабель боится проклятия и, решив не навлекать проклятие, не выходит замуж. Они живут вместе уже десять лет. Всё хорошо.
Изабель мечтает о ребёнке, но Пьер считает, что ребёнка можно родить только в браке. Когда, наконец, любимый парень делает ей предложение, Изабель решает перехитрить судьбу.
Изабель придумывает идеальный план (так называется фильм в оригинале). Она выйдет замуж за незнакомца и тут же разведется, чтобы избежать проклятия и быть счастливой в браке с Пьером. Она договаривается с незнакомцем и летит в Копенгаген. Но парень не появляется, и она решает не отступать. В самолёте в Копенгаген она пересекается с Жан-Ивом (Дани Бун), редактором путеводителей и гидом. Выбор Изабель падает на Жан-Ива. Далее следует ряд приключений в разных странах мира, а Жан-Ив, ставший мужем, оказывается куда более настойчивым, чем ожидалось.

## В ролях
| Актёр             | Роль                           |
| ----------------- | ------------------------------ |
| Диана Крюгер      | Изабель стоматолог             |
| Дани Бун          | Жан-Ив                         |
| Робер Планьоль    | Пьер жених Изабель, стоматолог |
| Алис Поль         | Корин сестра Изабель           |
| Жонатан Коэн      | Патрик муж Корин               |
| Бернадетт Ле Саше | Соланж мать Изабель и Корин    |
| Этьен Шико        | Эдмон                          |
| Лора Калами       | Валери начальница Корин        |
| Малонн Левана     | Луиза дочь Корин и Патрика     |